# Meyer Turku
Meyer Turku Oy — є фінською суднобудівною компанією, розташованою в Турку, власне Фінляндія. Компанія повністю належить німецькому суднобудівнику Meyer Werft GmbH. Основною продукцією є круїзні судна та круїзні пороми.
Суднобудівний об'єкт — верф в Турку. Територія площею 144 гектари обладнана сухим доком довжиною 365 метрів і двома мостовими кранами вантажопідйомністю 600 і 1200 тонн. Крім того, компанія володіє дочірніми компаніями Shipbuilding Completion Oy, ENG'nD Oy, що базується в Раумі, і компанією Piikkio Works Oy, що займається будівництвом кают, розташованою в Piikkiö.
Компанію було засновано в листопаді 1989 року під назвою Masa-Yards Oy для продовження діяльності Wärtsilä Marine, яка раніше збанкрутувала. Спадщина, однак, сягає 1737 року, коли в Турку вперше було розпочато промислове суднобудування.

## Компанія
Meyer Turku Oy повністю належить німецькій компанії Meyer Werft GmbH.

## Історія
Історія промислового суднобудування в Турку починається з 1737 року, коли шведський король дав купцям з Турку Есайасу Вехтеру та Генріку Рунгену ліцензію на будівництво кораблів біля річки Аура. Вони найняли шотландського майстра-кораблебудівника Роберта Фіті для керівництва кораблебудівними проектами. Після того, як Wechter і Rungeen припинили суднобудування, Fithie заснував нову компанію, яка пізніше стала відомою як Turku Old Shipyard. Компанію поглинув Вільям Крайтон, який включив її до своєї власної компанії W:m Crichton &amp; C:o у 1882 році. Основним замовником був Російський імператорський флот, який замовив ряд торпедних катерів та інших кораблів. Компанія Крайтона збанкрутувала в 1913 році, після чого місцеві бізнесмени Ернст і Магнус Дальстрьоми заснували Ab Crichton для продовження суднобудування. Як і всі фінські кораблебудівники, Ab Crichton страждав від низького споживання замовлення на початку 1920-х років; вона об'єдналася зі своїм конкурентом і сусідом Ab Vulcan у 1924 році. Нова назва компанії стала Ab Crichton-Vulcan Oy, а її менеджером став Аллан Стаффанс. Він отримав великі замовлення від ВМС Фінляндії, найбільш значними з яких були кораблі берегової оборони Väinämöinen та Ilmarinen. З часом Crichton-Vulcan виросла в найбільшу суднобудівну компанію Фінляндії. Основним власником стала компанія Koneja Siltarakennus із Гельсінкі, яка також володіла верфю Hietalahti. У 1935 році компанія Kone-ja Siltarakennus була придбана карельським чавунним заводом Wärtsilä, яким керував енергійний Вільгельм Вальфорсс. Більшість кораблів, вироблених Wärtsilä Crichton-Vulcan, експортувалися до Радянського Союзу, але з часом важливість західного ринку зростала. Історична назва Crichton-Vulcan була замінена на Wärtsilä Turku Shipyard у 1966 році.

## Список побудованих або замовлених кораблів
| Назва судна          | Замовник                      | Рік            | Тип                 | Брутто-тоннаж | Номер двору | Номер IMO          | Status             | Notes                                                      | Image | Ref                  |
| -------------------- | ----------------------------- | -------------- | ------------------- | ------------- | ----------- | ------------------ | ------------------ | ---------------------------------------------------------- | ----- | -------------------- |
| Mein Schiff 4        | TUI Cruises                   | 2015           | Круїзне судно       | 99,526 GT     | 1384        | Номер ІМО: 9678408 | In service         |                                                            |       |                      |
| Mein Schiff 5        | TUI Cruises                   | 2016           | Круїзне судно       | 98,785 GT     | 1389        | Номер ІМО: 9753193 | In service         |                                                            |       | [ 10 ] [ 11 ]        |
| Megastar             | Tallink                       | 2017           | Cruiseferry         | 49,134 GT     | 1391        | Номер ІМО: 9773064 | In service         |                                                            |       |                      |
| Mein Schiff 6        | TUI Cruises                   | 2017           | Круїзне судно       | 98,811 GT     | 1390        | Номер ІМО: 9753208 | In service         |                                                            |       |                      |
| Mein Schiff 1        | TUI Cruises                   | 2018           | Круїзне судно       | 111,500 GT    | 1392        | Номер ІМО: 9783564 | In service         |                                                            |       |                      |
| Mein Schiff 2        | TUI Cruises                   | 2019           | Круїзне судно       | 111,500 GT    | 1393        | Номер ІМО: 9783576 | In service         |                                                            |       | [ 12 ] [ 13 ]        |
| Costa Smeralda       | Costa Crociere                | 2019           | Круїзне судно       | 185,010 GT    | 1394        | Номер ІМО: 9781889 | In service         | Excellence-class                                           |       | [ 14 ]               |
| Mardi Gras           | Carnival Cruise Lines         | 2020           | Круїзне судно       | 181,808 GT    | 1396        | Номер ІМО: 9837444 | In service         | Excellence-class                                           |       | [ 15 ] [ 16 ] [ 17 ] |
| Costa Toscana        | Costa Crociere                | 2021           | Круїзне судно       | 183,900 GT    | 1395        | Номер ІМО: 9781891 | In service         | Excellence-class                                           |       | [ 18 ]               |
| Carnival Celebration | Carnival Cruise Lines         | 2022           | Круїзне судно       | 183,900 GT    | 1397        | Номер ІМО: 9837456 | In service         | Excellence-class                                           |       | [ 16 ]               |
| Icon of the Seas     | Royal Caribbean International | 2023 (planned) | Круїзне судно       | 250,800 GT    | 1400        | 9829930            | Under construction | <i id="mwAa0">Icon</i>-class                               |       | [ 21 ]               |
| Mein Schiff 7        | TUI Cruises                   | 2024 (planned) | Круїзне судно       | 111,500 GT    | 1404        | 9851189            | Under construction |                                                            |       |                      |
|                      | Royal Caribbean International | 2025 (planned) | Круїзне судно       | 200,000 GT    | 1401        | 9829942            | Under construction | <i id="mwAdU">Icon</i>-class                               |       | [ 21 ]               |
|                      | Royal Caribbean International | 2026 (planned) | Круїзне судно       | 200,000 GT    | 1402        | 9888560            | Ordered            | <i id="mwAec">Icon</i>-class                               |       |                      |
|                      | Finnish Border Guard          | 2025 (planned) | Сторожовий корабель |               |             | 4772041            | Ordered            | Letter of intent for two vessels signed on 16 August 2021. |       | [ 24 ]               |
|                      | Finnish Border Guard          | 2026 (planned) | Сторожовий корабель |               |             | 4772053            | Ordered            |                                                            |       | [ 24 ]               |